# Elle Fanning
Mary Elle Fanning (Conyers, 9 aprile 1998) è un'attrice statunitense.
Sorella minore dell'attrice Dakota Fanning, è nota per i suoi ruoli in Babel (2006), Il curioso caso di Benjamin Button (2008), Phoebe in Wonderland (2008), Somewhere (2010), La mia vita è uno zoo (2011), Super 8 (2011), Maleficent (2014), The Neon Demon (2016), L'inganno (2017) e Maleficent - Signora del male (2019). In ambito televisivo è conosciuta per The Great (2020-) e The Girl from Plainville (2022).
Nel corso della sua carriera ha ricevuto numerose candidature, tra cui tre ai Golden Globe, quattro ai Screen Actors Guild Awards, sei ai Critics' Choice Awards, una al Premio Emmy, una ai Saturn Award, una ai MTV Movie & TV Awards, e la vittoria di uno Spotlight Award agli Hollywood Film Festival.

## Biografia
Elle Fanning è nata a Conyers il 9 aprile 1998. Figlia di Joy Arrington, che ha praticato tennis professionalmente, e di Steve J. Fanning, che ha giocato in una lega minore di baseball per i St. Louis Cardinals. Suo nonno materno è il giocatore di football Rick Arrington e sua zia è la reporter di ESPN e Fox Sports Jill Arrington; è la sorella minore dell'attrice Dakota Fanning. Ha origini tedesche e irlandesi. Inizia la sua carriera da attrice sin dalla tenera età, nel momento in cui la famiglia si trasferisce a Los Angeles per incentivare la carriera da attrice della figlia maggiore. Nel giugno 2016 si diploma presso la Campbell Hall School, a Hollywood.

### Vita privata
Dal 2018 al 2023 ha avuto una relazione con l'attore e regista Max Minghella. Dal 2024 ha una relazione con Gus Wenner, attuale CEO di Rolling Stone .

## Carriera

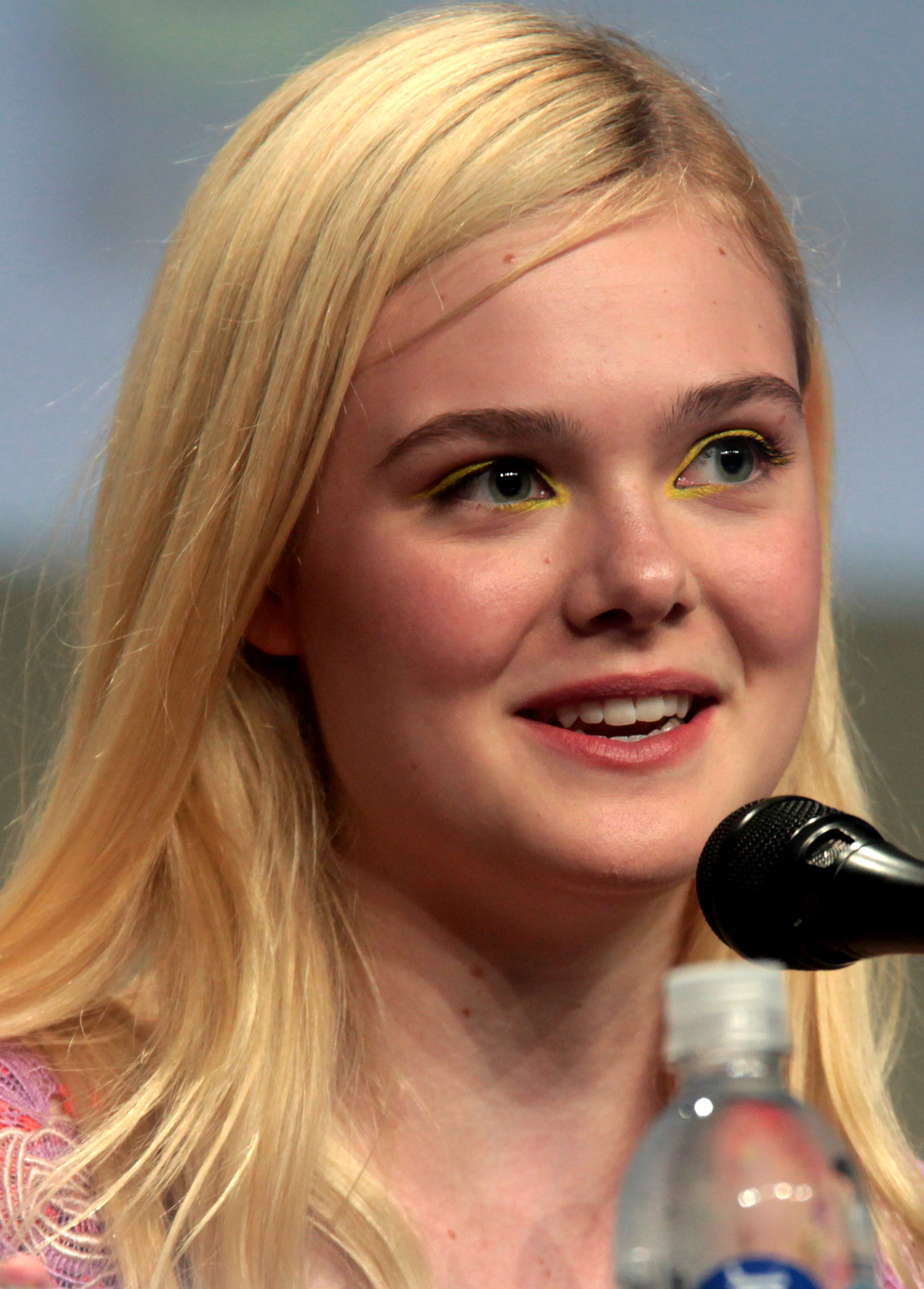
Elle Fanning nel 2014 al San Diego Comic-Con International

Ottiene i primi ruoli nella miniserie fantascientifica Taken di Steven Spielberg, dove interpreta la versione giovane di sua sorella Dakota Fanning, nel ruolo di Allie Keys, e nel film Mi chiamo Sam sempre nella versione giovane di Dakota. Il primo ruolo indipendente dalla sorella arriva con la commedia L'asilo dei papà, seguito da The Door in the Floor e da Il mio amico a quattro zampe. Con la sorella ha prestato la voce al cartone animato Il mio vicino Totoro nel doppiaggio statunitense.
Ha preso parte anche ai film I Want Someone to Eat Cheese With, Babel, dove interpretava Debbie, la figlia di Brad Pitt e Cate Blanchett, The Nines nel ruolo di Noelle e Reservation Road nel ruolo di Emma Learner. Il primo ruolo da protagonista arriva con il film Phoebe in Wonderland, in cui interpreta il ruolo di una bambina affetta dalla sindrome di Tourette che vorrebbe prendere parte alla recita scolastica, Alice nel Paese delle Meraviglie. Ad affiancarla vi sono le attrici Felicity Huffman e Patricia Clarkson.
Ha partecipato anche al film Il curioso caso di Benjamin Button. Nel marzo del 2008 Elle e la sorella Dakota erano state scelte per il ruolo delle due giovani sorelle in La custode di mia sorella, accanto a Cameron Diaz, ma le due rifiutarono quando Dakota apprese che avrebbe dovuto rasarsi i capelli per l'interpretazione. Furono immediatamente rimpiazzate da Sofia Vassilieva e Abigail Breslin. È la protagonista, insieme a Stephen Dorff di Somewhere, scritto e diretto da Sofia Coppola, girato in Italia e a Los Angeles. Il film viene presentato alla Mostra internazionale d'arte cinematografica di Venezia, dove vince il Leone d'oro per il miglior film. Nel 2011 prende parte al film Super 8 diretto da J. J. Abrams.
Ha interpretato un piccolissimo ruolo in un episodio della serie Dr. House, precisamente nell'undicesima puntata della seconda stagione, intitolata È meglio sapere. Nel 2011 affianca Matt Damon e Scarlett Johansson in La mia vita è uno zoo, di Cameron Crowe. Nel 2014 veste i panni della principessa Aurora nel kolossal Disney Maleficent, trasposizione cinematografica de La Bella Addormentata nel Bosco, accanto ad Angelina Jolie. Nel 2015 affianca Naomi Watts e Susan Sarandon nel film 3 Generations - Una famiglia quasi perfetta, nel ruolo di una ragazza adolescente che decide di intraprendere le terapie mediche per cambiare sesso. Ha poi un ruolo nel film L'ultima parola - La vera storia di Dalton Trumbo, mentre nel 2016 è una sedicenne aspirante modella nell'horror The Neon Demon, che viene presentato al Festival di Cannes.

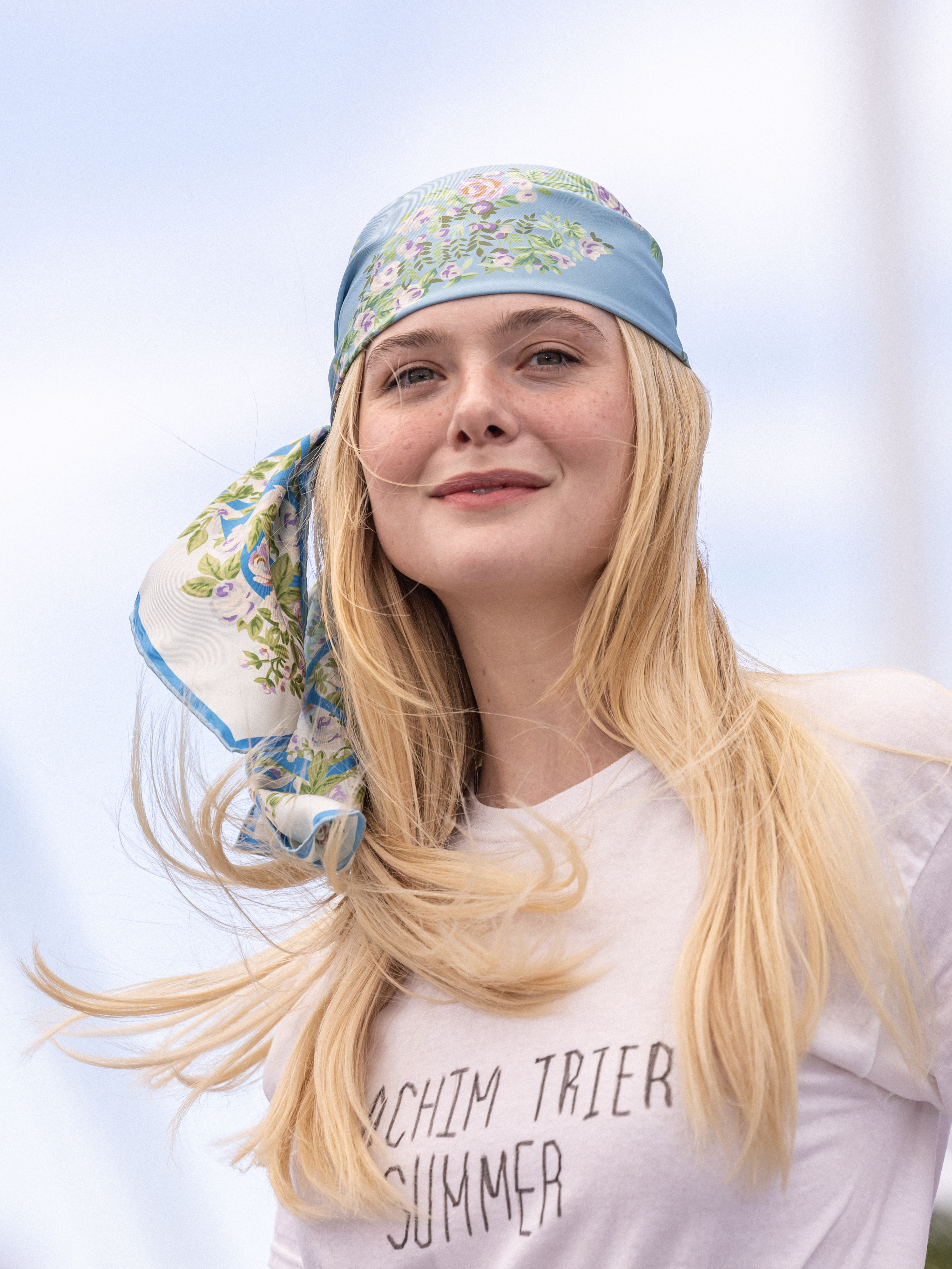
Elle Fanning al Festival di Cannes 2025

Nel 2017 è nel cast del film L'inganno, accanto a Kirsten Dunst e Colin Farrell. La pellicola, presentata durante il Festival di Cannes, è diretta da Sofia Coppola ed è tratta dall'omonimo romanzo di Thomas Cullinan. Narra la storia di un collegio femminile nello stato della Virginia del 1864, che durante la guerra civile viene protetto dal mondo esterno fino a quando un soldato ferito viene trovato nelle vicinanze. Nel mese di maggio viene scelta come testimonial del brand di cosmetici L'Oréal Paris. Il 9 settembre dello stesso anno presenta al Toronto International Film Festival il film Mary Shelley - Un amore immortale, dove interpreta l'autrice del romanzo gotico Frankenstein. L'anno successivo interpreta Violet in Teen Spirit - A un passo dal sogno, una giovane ragazza appassionata di musica che quando le si presenta la possibilità di fare un provino per un talent show fa di tutto per prenderne parte.
Nel maggio 2019 ricopre il ruolo di giurata alla 72ª edizione del Festival di Cannes, presieduta dal regista messicano Alejandro González Iñárritu. Lo stesso anno recita al fianco di Timothée Chalamet in Un giorno di pioggia a New York, diretta da Woody Allen. Nel mese di ottobre torna a vestire i panni di Aurora in Maleficent - Signora del male. Nel 2020 interpreta Caterina II di Russia nella serie televisiva The Great, al fianco di Nicholas Hoult. Grazie a questo ruolo ha ottenuto il plauso della critica, ricevendo due candidature ai Golden Globe come miglior attrice in una serie commedia o musicale, e la prima al Premio Emmy come miglior attrice protagonista in una serie commedia. Dal 2022 veste i panni di Michelle Carter, nella serie televisiva The Girl from Plainville. Nel giugno 2024 è stato annunciato che reciterà nei panni dell'androide Thia, la protagonista del film horror fantascientifico Predator: Badlands, diretto da Dan Trachtenberg, in uscita a novembre 2025.

## Filmografia

### Attrice

#### Cinema
- Mi chiamo Sam (I Am Sam), regia di Jessie Nelson (2001)
- L'asilo dei papà (Daddy Day Care), regia di Steve Carr (2003)
- The Door in the Floor, regia di Tod Williams (2004)
- Il mio amico a quattro zampe (Because of Winn-Dixie), regia di Wayne Wang (2005)
- I Want Someone to Eat Cheese With, regia di Jeff Garlin (2006)
- Babel, regia di Alejandro González Iñárritu (2006)
- Déjà vu - Corsa contro il tempo (Déjà Vu), regia di Tony Scott (2006)
- The Nines, regia di John August (2007)
- Reservation Road, regia di Terry George (2007)
- Phoebe in Wonderland, regia di Daniel Barnz (2008)
- Il curioso caso di Benjamin Button (The Curious Case of Benjamin Button), regia di David Fincher (2008)
- Lo schiaccianoci (The Nutcracker in 3D), regia di Andrey Konchalovskiy (2010)
- Somewhere, regia di Sofia Coppola (2010)
- Super 8, regia di J. J. Abrams (2011)
- La mia vita è uno zoo (We Bought a Zoo), regia di Cameron Crowe (2011)
- Twixt, regia di Francis Ford Coppola (2011)
- Ginger & Rosa, regia di Sally Potter (2012)
- Young Ones - L'ultima generazione (Young Ones), regia di Jake Paltrow (2014)
- Low Down, regia di Jeff Preiss (2014)
- Maleficent, regia di Robert Stromberg (2014)
- 3 Generations - Una famiglia quasi perfetta (About Ray), regia di Gaby Dellal (2015)
- L'ultima parola - La vera storia di Dalton Trumbo (Trumbo), regia di Jay Roach (2015)
- The Neon Demon, regia di Nicolas Winding Refn (2016)
- La legge della notte (Live by Night), regia di Ben Affleck (2016)
- Le donne della mia vita (20th Century Women), regia di Mike Mills (2016)
- L'inganno (The Beguiled), regia di Sofia Coppola (2017)
- La ragazza del punk innamorato (How to Talk to Girls at Parties), regia di John Cameron Mitchell (2017)
- Mary Shelley - Un amore immortale (Mary Shelley), regia di Haifaa al-Mansour (2017)
- La scomparsa di Sidney Hall (The Vanishing of Sidney Hall), regia di Shawn Christensen (2017)
- I Think We're Alone Now, regia di Reed Morano (2018)
- Galveston, regia di Mélanie Laurent (2018)
- Teen Spirit - A un passo dal sogno (Teen Spirit), regia di Max Minghella (2018)
- Un giorno di pioggia a New York (A Rainy Day in New York), regia di Woody Allen (2019)
- Maleficent - Signora del male (Maleficent: Mistress of Evil), regia di Joachim Rønning (2019)
- The Roads Not Taken, regia di Sally Potter (2020)
- Raccontami di un giorno perfetto (All the Bright Places), regia di Brett Haley (2020)
- A Complete Unknown, regia di James Mangold (2024)
- Affeksjonsverdi, regia di Joachim Trier (2025)
- Predator: Badlands, regia di Dan Trachtenberg (2025)

#### Televisione
- Taken – serie TV, episodio 1x06 (2002)
- Giudice Amy (Judging Amy) – serie TV, episodio 4x15 (2003)
- CSI: Miami – serie TV, episodio 2x04 (2003)
- CSI:NY – serie TV, episodio 1x09 (2003)
- Dr. House - Medical Division (House, M.D.) – serie TV, episodio 2x11 (2006)
- Law & Order - Unità vittime speciali (Law & Order: Special Victims Unit) – serie TV, episodio 8x08 (2006)
- The Lost Room – serie TV, 3 episodi (2006)
- Criminal Minds – serie TV, episodio 2x06 (2006-2007)
- Dirty Sexy Money – serie TV, episodio 1x01 (2007)
- The Great – serie TV, 30 episodi (2020-2023)

- The Girl from Plainville – miniserie TV, 8 episodi (2022)

#### Videogiochi
- Death Stranding 2: On the Beach, regia di Hideo Kojima (2025)

### Doppiatrice
- Il mio vicino Totoro (Tonari no Totoro) (2005) - Versione inglese del 2005
- Astro Boy, regia di David Bowers (2009)
- Boxtrolls - Le scatole magiche (The Boxtrolls), regia di Graham Annable e Anthony Stacchi (2014)
- Ballerina, regia di Eric Summer e Éric Warin (2016)

### Produttrice
- Raccontami di un giorno perfetto (All the Bright Places), regia di Brett Haley (2020)

## Doppiatrici italiane
Nelle versioni in italiano delle opere in cui ha recitato, Elle Fanning è stata doppiata da:
- Emanuela Ionica in Somewhere, Super 8, La mia vita è uno zoo, L'ultima parola - La vera storia di Dalton Trumbo, La legge della notte, L'inganno, Teen Spirit - A un passo dal sogno, Un giorno di pioggia a New York, The Great, The Girl from Plainville
- Margherita De Risi in Maleficent, Maleficent - Signora del male, Raccontami di un giorno perfetto, A Complete Unknown, Predator: Badlands
- Lucrezia Marricchi in The Door in the Floor, Reservation Road, Il curioso caso di Benjamin Button, Low Down
- Veronica Puccio in 3 Generations - Una famiglia quasi perfetta, Le donne della mia vita, La ragazza del punk innamorato
- Angelica Bolognesi in Babel
- Valentina Micol Rossi in Déjà vu - Corsa contro il tempo
- Agnese Marteddu in Lo schiaccianoci
- Luisa D'Aprile in Young Ones - L'ultima generazione
- Cecilia Fanfani in The Neon Demon
- Rossa Caputo in Mary Shelley - Un amore immortale
- Lavinia Paladino in Galveston

Da doppiatrice è sostituita da:
- Emanuela Ionica in Ballerina, Death Stranding 2: On the Beach
- Lucrezia Marricchi in Boxtrolls - Le scatole magiche

## Riconoscimenti
- Alliance of Women Film Journalists
  - 2017 – Candidatura alla Hall of Shame (condiviso con Nicolas Winding Refn) per The Neon Demon

- British Independent Film Awards
  - 2012 – Candidatura alla miglior attrice per Ginger & Rosa

- Critics' Choice Awards
  - 2011 – Candidatura alla miglior giovane interprete per Somewhere
  - 2012 – Candidatura alla miglior giovane interprete per Super 8
  - 2013 – Candidatura alla miglior giovane interprete per Ginger & Rosa
  - 2016 – Candidatura al miglior cast corale per L'ultima parola – La vera storia di Dalton Trumbo
  - 2016 – Candidatura al miglior cast corale per Le donne della mia vita
  - 2022 – Candidatura alla miglior attrice in una serie commedia per The Great

- Detroit Film Critics Society
  - 2016 – Candidatura alla miglior attrice non protagonista per Le donne della mia vita

- Empire Award
  - 2012 – Candidatura al miglior debutto femminile per Super 8

- Golden Globe
  - 2021 – Candidatura alla miglior attrice in una serie commedia o musicale per The Great
  - 2022 – Candidatura alla miglior attrice in una serie commedia o musicale per The Great[18]
  - 2024 - Candidatura alla miglior attrice in una serie commedia o musicale per The Great

- Golden Schmoes Awards
  - 2011 – Candidatura alla miglior attrice non protagonista per Super 8

- Hollywood Film Awards
  - 2011 – Spotlight Award per Super 8

- Kids' Choice Awards
  - 2015 – Candidatura alla miglior attrice cinematografica preferita per Maleficent[22]

- MTV Movie Award
  - 2012 – Candidatura alla miglior performance rivelazione per Super 8

- Phoenix Film Critics Society Awards
  - 2011 – Candidatura alla miglior attrice debuttante protagonista o non protagonista per Super 8
  - 2011 – Migliori prestazioni davanti alla cinepresa per Super 8
  - 2011 – Miglior cast per Super 8

- Premio Emmy[19]
  - 2022 – Candidatura per la miglior attrice protagonista in una serie commedia per The Great

- Satellite Award
  - 2011 – Candidatura alla miglior attrice non protagonista per Super 8

- Saturn Award
  - 2012 – Candidatura alla miglior attore emergente per Super 8
  - 2015 – Candidatura alla miglior attore emergente per Maleficent[23]

- Screen Actors Guild Awards
  - 2016 – Candidatura al miglior cast per L'ultima parola - La vera storia di Dalton Trumbo
  - 2021 – Candidatura al miglior cast in una serie commedia per The Great
  - 2022 – Candidatura al miglior cast in una serie commedia per The Great[24]
  - 2022 – Candidatura alla migliore attrice in una serie commedia per The Great[24]

- Teen Choice Awards
  - 2011 – Candidatura alla miglior attrice di un film d'azione per Super 8
  - 2011 – Candidatura alla miglior intesa (con Gabriel Basso, Joel Courtney, Riley Griffiths, Ryan Lee, Zach Mills) per Super 8[25]
  - 2014 – Candidatura alla miglior attrice di un film d'azione per Maleficent[25]

- Young Artist Awards
  - 2004 – Candidatura al miglior giovane cast per L'asilo dei papà
  - 2007 – Candidatura alla miglior performance in un film (commedia o Dramma) – Giovane attrice non protagonista per The Lost Room
  - 2011 – Candidatura alla miglior performance in un film – Giovane attrice protagonista per Lo schiaccianoci in 3D
  - 2015 – Candidatura alla miglior performance in un film – Giovane attrice protagonista per Maleficent[26]
  - 2016 – Candidatura alla Miglior performance in un film – Giovane attrice protagonista (14 – 21 anni) per L'ultima parola – La vera storia di Dalton Trumbo